# Éparchie de Zahlé des Maronites
L'éparchie de Zahlé des Maronites (en latin : eparchia Mariamnensis Maronitarum) est une éparchie de l'Église maronite érigée le 4 août 1977. En 2010 elle comptait 48 995 baptisés. Le siège éparchial est occupé par Joseph Mouawad depuis le 14 mars 2015.

## Territoire
L'éparchie comprend la ville de Zahlé, dans la vallée de la Bekaa à 45 kilomètres à l'est de Beyrouth. Elle est subdivisée en 33 paroisses.

## Histoire
L'éparchie a été érigée canoniquement le 4 août 1977 et aussitôt rattachée au siège de Baalbek. Les deux sièges furent séparés le 9 juin 1990.

## Éparques

### Éparque de Baalbek et Zahlé (1977-1990)
- 1977-1990 : Georges Scandar (de)[1]

### Éparques de Zahlé (depuis 1990)
- 1990-2002 : Georges Scandar (de)
- 2002-†2014 : Mansour Hobeika[2]
- depuis le 14 mars 2015: Joseph Mouawad[3]